# سيدو (فلم)
سيدو (بالفرنسية: Ceddo) هو فيلم درامي سنغالي صدر عام 1977 من إخراج عثمان سمبين. عُرض الفيلم في مهرجان موسكو السينمائي الدولي العاشر.

## القصّة
في وقتٍ ما في السنغال بعد تأسيس الوجود الأوروبي في المنطقة ولكن قبل فرض الإدارة الاستعمارية الفرنسية المباشرة، يُحاول سيدو وهم قبيلة من غير المسلمين أو «الغُرَبَاءُ» كما يُسَمُّون هناك الحفاظ على ثقافتهم التقليدية ضد هجمات المسلمين والمسيحيين وضدّ تجارة الرقيق. عندما ينحازُ الملك المحلي ديمبا وور إلى المسلمين، يختطفُ أحدٌ من السيدو ابنته ديور ياسين للاحتجاج على إجبارهم على اعتناق الإسلام. يحاول اثنان من أفراد القبيلة استعادة الأميرة لكنهم يفشلانِ في ذلك، وخوفًا من تهديد موقفهم ألهم الإمام المحليّ المسلمين لقتل الملك وتجار العبيد المسيحيين البيض، ثم يُجبرون كلّ ساكني القرية على التحوّ للإسلام بالقوة متمكّنين في نفس الوقت من استعادة الأميرة التي تحشدُ عند عودتها إلى القرية السيدو ضد المسلمين وتقتلُ الإمام ثمّ تتولَّى عرش والدها.

## خلفية
عندما سُئل عن السنة التي وقعت فيها الأحداث التي يُصوّرها الفيلم قال عثمان: «لا يُمكنني تحديد موعد. لقد وقعت هذه الأحداث في القرنين الثامن عشر والتاسع عشر وما زالت تحدث حتى يومنا هذا.» يُمكن النظر إلى قصّة الفيلمِ كنسخةٍ مختصرةٍ من تاريخ غرب إفريقيا بينما يُمكن اعتبار القرية في الفيلم صورة مصغّرة للقارة السمراء. يُجسّد فيلم سيدو حسب مخرجه مقاومة الثقافة وطريقة الحياة التقليدية لتجاوزات الإسلام والمسيحية والاستعمار، ويُوضّح: «أعتقد اليوم أن الأفارقة يجب أن يتجاوزوا مسألة اللون ويجب أن يُدركوا المشاكل التي تواجه العالم بأسره كبشر مثل غيرهم من البشر. إذا كان الآخرون يقللون من قيمتنا، فلن يكون لذلك أهمية أخرى بالنسبة لنا. يجب أن تتجاوز إفريقيا اشتقاق كل شيءٍ من وجهة النظر الأوروبية. يجب على أفريقيا ان تعتبر نفسها وتعترف بمشاكلها وتحاول حلها ... في كثيرٍ من الأحيان في أفريقيا يكون فقط الرجال هم من يتحدثون، لكن المرء ينسى دور المرأة واهتمامها. أعتقد أن الأميرة هي تجسيد لأفريقيا الحديثة ... لا يمكن أن تكون هناك تنمية في أفريقيا إذا تُركت المرأة خارج الحساب.»

## الحظر
إلى جانب عدد من أفلام عثمان سمبين الأخرى، حُظر فيلم سيدو في السنغال لعرضه للصراعات بين الديانات الإسلامية والمسيحية والمعتقدات العرقية والتقليدية. في ذات السياق، وحسب مقالةٍ نُشرت في نيويورك تايمز في عام 1978 فلم يكن الحظر بسببِ أيّ حساسية دينية ولكن لأن السيد سمبين يُصرُّ على تهجئة كلمة سيدو (ceddo) بحرفين بينما تصر الحكومة السنغالية على أنه يجب تهجئتها بواحد. كان سمبين مؤيدًا رئيسيًا للجهود الرائدة لتطوير نظامٍ لنسخ لغة الولوف والمنشورات الأولى بلغة الولوف وتحدث بازدراءٍ عن معرفة الرئيس ليوبولد سيدار سنغور بالولوف. كان سنغور من السيريريين وفي لغتهب – على عكس الولوف واللغات الأخرى المستخدمة في السنغال – لم يتمّ مضاعفة الحروف الساكنة. فرضَ سمبين حظراً خاصاً به على الفيلم حيثُ رفض إتاحة نسخ متعددة من الفيلم لعملاء الشاه لاستخدامها في إيران كسلاح دعائي ضد جاذبية آية الله الخميني.